# Угорщина в Першій світовій війні
На момент спалаху Першої світової війни Угорщина була частиною дуалістичної монархії Австро-Угорщини. Хоча з угорськими полками не пов'язана жодна важлива битва, ці війська билися самовіддано і безстрашно, що було однією з причин великих втрат.

## Початок війни
1914 року Австро-Угорщина була однією з великих держав Європи, з площею 676 443 км² і населенням 52 мільйони осіб, з яких на Угорщину припадало 325 400 км² і 21 млн осіб.
28 червня 1914 Гаврило Принцип убив ерцгерцога Австрії Франца Фердинанда. Перед вступом у війну вагався тільки прем'єр-міністр граф Іштван Тиса, не будучи впевненим у влучності моменту для збройного протиборства. Як тільки Німецька імперія пообіцяла нейтралізувати Румунське королівство і пообіцяла, що ніякі території Королівства Сербія не буде приєднано до Австро-Угорщини, він вирішив підтримати війну.
Після того, як Франц Йосиф I надіслав Сербії ультиматум, спалахнула війна, яка незабаром поширилася на великій частині Європи та за її межами.

## Австро-угорська армія в 1914 році
Перша лінія цієї багатонаціональної армії складалася з:
- так званої «загальної» армії та «загального» флоту, мова яких була німецькою і які становили 87% загальної чисельності армії
- ландверу австрійської армії
- королівського угорського війська — гонведшегу (honvédség), мовою якого була угорська та хорватська.

Другу лінію армії складали мобілізовані:
- ландштурм австрійців
- Népfelkelés («народне повстання») угорців

1914 року австро-угорське військо стало перед найбільшим випробуванням за всю свою тодішню історію. Після мобілізації збройні сили було згруповано в шість армій  загальною чисельністю 3,2 млн вояків. У 1914-1918 роках  у цьому війську служили 9 млн осіб (7,8 млн — у бойових частинах).
Порівняно з іншими арміями Європи досвідченим ветеранським збройним силам Угорщини і їхньому технічному спорядженню не приділялося належної уваги, військові витрати були недостатні. Не вистачало артилерії, хоча цю прогалину з надлишком надолужили пізніше у ході війни. До самого кінця війни не було налагоджено правильного постачання боєприпасів. Збройні сили потерпали від нестачі військової авіації: перед війною вона налічувала тільки 42 військові та 40 спортивних літаків. Для військових керівників серйозну проблему також становила уніфікація багатонаціональних підрозділів.

## Участь Угорщини
Упродовж усієї війни збройні сили Австро-Угорщини залишалися значною мірою єдиними попри їхній багатоетнічний характер і певні очікування протилежного. Тоді як німецька підтримка мала, безсумнівно, вирішальне значення для успіху різних наступів (наприклад, Горлицький прорив і битва при Капоретто), багатонаціональні армії Австро-Угорщини цілковито довели свою здатність до оборонної ролі на всіх театрах воєнних дій, до яких вони залучалися.
Переважно німецькі за національністю командири армії загалом виявляли найбільшу прихильність до військ німецького походження, але етнічні угорські війська також розглядалися як надійні і широко використовувалися на передовій, особливо на Російському та Італійському фронтах. У більшості випадків підрозділи з інших етнічних груп у межах імперії мали меншу імовірність опинитися на стратегічно важливих позиціях і, отже, мали менші втрати. 
Упродовж Першої світової війни не було жодного документально підтвердженого наступу чисто угорських за етнічним складом військ, але ці війська все ж таки внесли вирішальний вклад у результати деяких битв, як-от:
- 3-15 грудня 1914 року під час битви за Ліманову «російський паровий коток» зупинили передовсім гусари: коли генерал-лейтенант Йозеф Рот атакував 3-тю російську армію, на правому крилі 10-та Будапештська та 11-та Дебреценська кавалерійські дивізії вступили у ближній бій і вирішили долю битви. 11 грудня під час героїчної оборони, командуючи 9-м Шопронським кавалерійським полком загинув полковник Оттмар Мур. Генерал-лейтенант Артур Арц разом з генерал-лейтенантом Імре Гадфь, командуючи 39-ю Кошицькою дивізією, знищили 15-російську дивізію.
- Під час облоги Перемишля, обороною якого керував генерал Герман Кусманек, головна лінія оборони, що складалася з угорських військ, п'ять місяців з листопада 1915 року охороняла фортецю. Захисниками командував командир 23-ї Сегедської дивізії Арпад Тамашь. Після повного витрачання боєприпасів і продовольчих запасів Перемишль капітулювала, полишаючи 120 000 військовополонених.
- На передній лінії по річці Ізонцо угорські війська брали участь у всіх дванадцятьох битвах. На плато Добердо і поблизу Карсту найсерйозніші бої вели угорці, які складали одну третину від загальної кількості збройних сил. Зокрема, відзначилися 20-й Надьварадський та 17-й Будапештський загальні полки. 15 червня 1918 року неподалік річки П'яве 6-а армія під командуванням ерцгерцога Йожефа Агошта оволоділа більшою частиною гори Монтелло і утримувала її до кінця війни. Вирішальні бої вели 31-й Будапештський загальний полк і 11-та Дебреценська дивізія.

Війська, набрані в Королівстві Угорщина, присвятили небагато часу обороні власне Угорщини, за винятками Брусиловського прориву в червні 1916 року та вторгнення румунської армії у Трансильванію кількома місяцями пізніше. В обох цих випадках противника було відбито. Невелика кількість військ з Австро-Угорщини також брала участь на більш віддалених театрах воєнних дій, які виходили за межі кордонів Австро-Угорщини, в тому числі в Галліполійській кампанії та на Синайському півострові і у Палестині.

## Військове керівництво

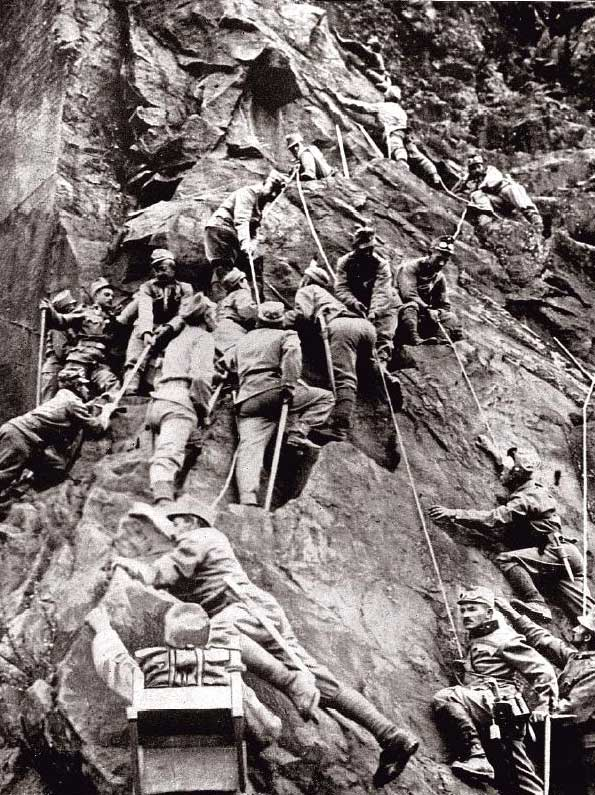
Австро-угорський гірський корпус у Тиролі

Серед угорських воєначальників слід відзначити тих, які отримали чи не найпрестижнішу відзнаку Хрест Командора військового ордена Марії Терезії:
- Генерал-полковник Артур Арц фон Штрауссенбург
  - грудень 1914 — битва під Лімановою
  - травень 1915 — Горлицький прорив, командував легіоном «Kassa 6»
  - жовтень 1916 — командував 1-ю армією, захищаючи Трансильванію від румунських військ

- Ерцгерцог Йосип Август Австрійський
  - 1915 — під час 2-4 битв при Ізонцо він захищав плато Добердо
  - грудень 1916 — констебль армії, успішні наступальні операції на Російському фронті

- Фельдмаршал Герман Кьовес фон Кьовесхаза
  - серпень 1915 — командував легіоном «Надьсебен 12», захопив Івангород
  - жовтень 1915 — командувач 3-ї армії, захопив Королівство Сербія
  - січень-лютий 1916 — зайняв Чорногорію і північ Албанії

## Втрати

Військові втрати Центральних держав у живій силі

З понад 8 мільйонів осіб, мобілізованих в Австро-Угорщині, упродовж війни загинув більш ніж мільйон. Це означало, що в угорських землях смертність становила двадцять вісім на тисячу чоловік — рівень втрат, який у межах Австро-Угорщини перевищили лише австрійці німецького походження. Порівняно із загальною чисельністю армії, коефіцієнт втрат Угорщини був більший, ніж у будь-яких інших народів Австро-Угорщини. Тому могли бути дві причини: Угорщина була більш аграрною країною, де мобілізувати сили легше, ніж із більш промислово розвинених територій (як приміром, Богемія), а по-друге, угорські вояки вважалися більш надійними і дисциплінованими, ніж вояки з інших етнічних груп.

## Воєнні цілі Угорщини
На відміну від Німеччини, Франції чи Італії, у випадку з Угорщиною питання про її цілі у Першій світовій війні залишається майже недослідженим. Однак, оскільки Королівство Угорщина було політично найбільш стабільною частиною Габсбурзької монархії, воно сильно впливало на воєнні плани дуалістичної монархії. Основні турботи уряду в Будапешті були продиктовані побоюваннями за цілісність Угорщини. У липні 1914 року її прем'єр-міністр Іштван Тиса переконав Раду Корони Монархії не вимагати нових територій від Сербії. Паралельно з цим угорська опозиція таємно повідомила Антанті, що може бути проголошена незалежна Угорщина, готова підписати сепаратний мирний договір, якщо гарантувати її кордони. Лідер опозиції Міхай Карої налагодив зв'язки з італійцями, британцями і французами. Восени 1915 з успіхами австро-угорської армії сепаратистські настрої у Будапешті охололи. Угорські політики повернулися до питання анексії Північної Сербії та, можливо, Чорногорії. Коли Австрія передбачала приєднання Польщі, Тиса наполягав у Відні на включенні в Угорщину Боснії і Герцеговини і, ймовірно, Далмації. Проте, коли Румунія у серпні 1916 року оголосила війну Габсбурзькій монархії, уряд Тиса розраховував на анексію румунських земель, тоді як угорська радикальна опозиція у парламенті (самостійники на чолі з Міхаєм Карої) посилили сепаратистську пропаганду. У березні 1917 Тиса запропонував Раді Корони Монархії розділити Румунію між Угорщиною та Росією, залишаючи невеличку румунську буферну державу. Однак, згідно з Бухарестським мирним договором (7 травня 1918), Румунія відступила Угорщині тільки карпатські перевали. Наступним «успіхом» угорського територіального експансіонізму була згода Габсбургів на приєднання до Королівства Боснії і Герцеговини та Далмації в жовтні 1918 року. Очікуючи падіння Центральних держав, цісар дозволив Міхаю Карої сформувати уряд у Будапешті. Цей уряд 31 жовтня 1918 проголосив незалежність Угорщини. Проте це не завадило Антанті та її союзникам висунути до Угорщини територіальні претензії. Кінець кінцем, Тріанонським мирним договором (4 червня 1920) вони відкололи від Угорщини три чверті її довоєнної території.

## Наслідки
11 листопада 1918 Перша світова війна закінчилася для Австро-Угорщини повним військовим програшем, навіть якщо на момент розвалу всі військові сили стояли поза кордонами 1914 року. З розвалом армії розпалася і Австро-Угорщина. Національні меншини Королівства Угорщина зажадали незалежних національних держав. За підписаним 4 червня 1920 року Тріанонським договором Угорщина втратила дві третини своїх земель, більш ніж половину свого населення — більше території, ніж будь-яка інша країна на той час (за винятком колоній). Вісім мільйонів угорців залишилися в Угорщині, а понад три мільйони угорців опинилися по інший бік новостворених кордонів. Утворилися такі нові держави, як Чехословаччина, Польща і Королівство сербів, хорватів і словенців, а деякі вже наявні країни розширили свої території (Італія і Румунія). Південну частину Угорщини віддали Югославії і перейменували на Воєводину. В Югославію також увійшла Хорватія після 900 років федерації з Угорщиною. Боснію і Герцеговину було теж включено в Югославію. Понад 104 000 квадратних кілометрів — усю Східну Угорщину і Трансильванію — Антанта передала Румунії. Це було більше ніж те, що залишилося для самої Угорщини (93 030 км²). Північну частину Угорщини було приєднано до новоствореної Чехословаччини.
Ці нові або значно збільшені держави після війни утворили навколо Угорщини Малу Антанту, щоб зробити неможливим відновлення попередніх кордонів. Угорську армію було скорочено до всього лише 30 000 осіб, Угорщині було заборонено мати військову авіацію, танки і будь-яку складнішу зброю. Кордони було встановлено таким чином, щоб вони перетинали всі природні лінії оборони, призводячи до повної уразливості і слабкої захищеності території, що залишилися. Чехословацький кордон проклали за 30 км від Будапешта з тим, щоб місто потрапило в зону досяжності розміщених уздовж кордону чехословацьких гармат. 